# 63. Primetime Emmy-gála
A 63. Primetime Emmy-gála során a 2010 és 2011 között főműsoridőben bemutatott, amerikai televíziós programokat értékelték. A jelölteket az Academy of Television Arts & Sciences választotta ki. A Los Angeles-i Nokia Theatreben tartott ceremóniát a Fox tűzte műsorra 2011. szeptember 18-án. A műsor házigazdája Jane Lynch volt.
A gálát 12,4 millióan nézték meg, 8%-al kevesebben, mint az előző évit. A ceremónia vegyes kritikákat kapott, többnyire díjazták Lynch műsorvezetői készségeit, de kritizálták a produkció összminőségét, főként a díjak prezentálóit és a zenekart.

## Győztesek és jelöltek
A nyertesek félkövérrel jelölve.

### Műsorok
| Legjobb vígjátéksorozat | Legjobb drámasorozat |
| --- | --- |
| - Modern család (ABC) - A stúdió (NBC) - Agymenők (CBS) - Glee – Sztárok leszünk! (Fox) - Office (NBC) - Városfejlesztési osztály (NBC)                                                                   | - Mad Men – Reklámőrültek (AMC) - Boardwalk Empire – Gengszterkorzó (HBO) - Dexter (Showtime) - Friday night lights - Tiszta szívvel foci (DirecTV) - Trónok harca (HBO) - A férjem védelmében (CBS) |
| Legjobb varieté szkeccssorozat | Legjobb minisorozat vagy tévéfilm |
| - The Daily Show with Jon Stewart (Comedy Central) - The Colbert Report (Comedy Central) - Conan (TBS) - Late Night with Jimmy Fallon (NBC) - Real Time with Bill Maher (HBO) - Saturday Night Live (NBC) | - Downton Abbey (PBS) - Cinéma vérité (HBO) - A Kennedy család (ReelzChannel) - Mildred Pierce (HBO) - A katedrális (Starz) - Válság a Wall Streeten (HBO)                                           |
| Legjobb vetélkedő | |
| - Versenyfutás a világ körül (CBS) - American Idol (Fox) - Dancing with the Stars (ABC) - Leendő divatdiktátorok (Lifetime) - So You Think You Can Dance (Fox) - Szakácsok gyöngye (Bravo)                | |

### Színészek

#### Főszereplők
| Legjobb férfi főszereplő (vígjátéksorozat) | Legjobb női főszereplő (vígjátéksorozat) |
| --- | --- |
| - Jim Parsons – Agymenők (Sheldon Cooper) (CBS) (Epizód: “Szexi lakótárs”) - Alec Baldwin – A stúdió (Jack Donaghy) (NBC) - Steve Carell – Office (Michael Scott) (NBC) - Louis C.K. – Louie (Louie) (FX) - Johnny Galecki – Agymenők (Leonard Hofstadter) (CBS) (Epizód: “Jótett helyébe jót várj") - Matt LeBlanc – Sikersorozat (Önmaga) (Showtime)                                             | - Melissa McCarthy – Mike és Molly (Molly Flynn) (CBS) - Edie Falco – Jackie nővér (Jackie Peyton) (Showtime) - Tina Fey – A stúdió (Liz Lemon) (NBC) - Laura Linney – The Big C (Cathy Jamison) (Showtime) - Martha Plimpton – Nevelésből elégséges (Virginia Chance) (Fox) (Epizód: “Családi fénykép”) - Amy Poehler – Városfejlesztési osztály (Leslie Knope) (NBC)                                                |
| Legjobb férfi főszereplő (drámasorozat) | Legjobb női főszereplő (drámasorozat) |
| - Kyle Chandler – Friday night lights - Tiszta szívvel foci (Eric Taylor) (DirecTV) - Steve Buscemi – Boardwalk Empire – Gengszterkorzó (Enoch "Nucky" Thompson) (HBO) - Michael C. Hall – Dexter (Dexter Morgan) (Showtime) - Jon Hamm – Mad Men – Reklámőrültek (Don Draper) (AMC) - Hugh Laurie – Doktor House (Gregory House) (Fox) - Timothy Olyphant – A törvény embere (Raylan Givens) (FX) | - Julianna Margulies – A férjem védelmében (Alicia Florrick) (CBS) - Kathy Bates – Harry's Law (Harriet "Harry" Korn) (NBC) - Connie Britton – Friday night lights - Tiszta szívvel foci (Tami Taylor) (DirecTV) - Mireille Enos – Gyilkosság (Sarah Linden) (AMC) - Mariska Hargitay – Esküdt ellenségek: Különleges ügyosztály (Olivia Benson) (NBC) - Elisabeth Moss – Mad Men – Reklámőrültek (Peggy Olson) (AMC) |
| Legjobb férfi főszereplő (minisorozat, antológiasorozat vagy tévéfilm) | Legjobb női főszereplő (minisorozat, antológiasorozat vagy tévéfilm) |
| - Barry Pepper – A Kennedy család (Robert F. Kennedy) (ReelzChannel) - Idris Elba – Luther (John Luther) (BBC America) - Laurence Fishburne – Thurgood (Thurgood Marshall) (HBO) - William Hurt – Válság a Wall Streeten (Henry Paulson) (HBO) - Greg Kinnear – A Kennedy család (John Fitzgerald Kennedy) (ReelzChannel) - Édgar Ramírez – Carlos (Ilich Ramírez Sánchez) (Sundance Channel)      | - Kate Winslet – Mildred Pierce (Mildred Pierce) (HBO) - Taraji P. Henson – Elvették tőlem (Tiffany Rubin) (Lifetime) - Diane Lane – Cinéma vérité (Patricia "Pat" Loud) (HBO) - Jean Marsh – Ház az Eaton Place-en (Rose Buck) (PBS) - Elizabeth McGovern – Downton Abbey (Cora Crawley) (PBS) |

#### Mellékszereplők
| Legjobb férfi mellékszereplő (vígjátéksorozat) | Legjobb női mellékszereplő (vígjátéksorozat) |
| --- | --- |
| - Ty Burrell – Modern család (Phil Dunphy) (ABC) (Epizód: “Szerepcsere”) - Chris Colfer – Glee – Sztárok leszünk! (Kurt Hummel) (Fox) (Epizód: “Hívők és hitetlenek”) - Jon Cryer – Két pasi – meg egy kicsi (Dr. Alan Harper) (CBS) - Jesse Tyler Ferguson – Modern család (Mitchell Pritchett) (ABC) (Epizód: “Rémülj meg!”) - Ed O’Neill – Modern család (Jay Pritchett) (ABC) (Epizód: “Az első csók”) - Eric Stonestreet – Modern család (Cameron Tucker) (ABC) (Epizód: “Anyák napi túra”) | - Julie Bowen – Modern család (Claire Dunphy) (ABC) (Epizód: “A nagy baki”) - Jane Krakowski – A stúdió (Jenna Maroney) (NBC) - Jane Lynch – Glee – Sztárok leszünk! (Sue Sylvester) (Fox) (Epizód: “Újra együtt”) - Sofía Vergara – Modern család (Gloria Delgado-Pritchett) (ABC) (Epizód: “Száguldó szomszéd”) - Betty White – Vérmes négyes (Elka Ostrovsky) (TV Land) - Kristen Wiig – Saturday Night Live (További szereplők) (NBC) |
| Legjobb férfi mellékszereplő (drámasorozat) | Legjobb női mellékszereplő (drámasorozat) |
| - Peter Dinklage – Trónok harca (Tyrion Lannister) (HBO) - Andre Braugher – Men of a Certain Age (Owen Thoreau Jr.) (TNT) - Josh Charles – A férjem védelmében (Will Gardner) (CBS) - Alan Cumming – A férjem védelmében (Eli Gold) (CBS) - Walton Goggins – A törvény embere (Boyd Crowder) (FX) - John Slattery – Mad Men – Reklámőrültek (Roger Sterling Jr.) (AMC) | - Margo Martindale – A törvény embere (Mags Bennett) (FX) - Christine Baranski – A férjem védelmében (Diane Lockhart) (CBS) - Michelle Forbes – Gyilkosság (Mitch Larsen) (AMC) - Christina Hendricks – Mad Men – Reklámőrültek (Joan Harris) (AMC) - Kelly Macdonald – Boardwalk Empire – Gengszterkorzó (Margaret Schroeder) (HBO) - Archie Panjabi – A férjem védelmében (Kalinda Sharma) (CBS)                                        |
| Legjobb férfi mellékszereplő (minisorozat, antológiasorozat vagy tévéfilm) | Legjobb női mellékszereplő (minisorozat, antológiasorozat vagy tévéfilm) |
| - Guy Pearce – Mildred Pierce (Monty Beragon) (HBO) - Paul Giamatti – Válság a Wall Streeten (Ben Bernanke) (HBO) - Brían F. O'Byrne – Mildred Pierce (Bert Pierce) (HBO) - Tom Wilkinson – A Kennedy család (Joseph P. Kennedy Sr.) (ReelzChannel) - James Woods – Válság a Wall Streeten (Dick Fuld Jr.) (HBO) | - Maggie Smith – Downton Abbey (Violet Crawley) (PBS) - Eileen Atkins – Ház az Eaton Place-en (Maud, Lady Holland) (PBS) - Melissa Leo – Mildred Pierce (Lucy Gessler) (HBO) - Mare Winningham – Mildred Pierce (Ida Corwin) (HBO) - Evan Rachel Wood – Mildred Pierce (Veda Pierce) (HBO) |

### Rendezők
| Legjobb rendező (vígjátéksorozat) | Legjobb rendező (drámasorozat) |
| --- | --- |
| - Modern család (Epizód: "Rémülj meg!") – Michael Spiller (ABC) - A stúdió (Epizód: "Live Show") – Beth McCarthy-Miller (NBC) - Így jártam anyátokkal (Epizód: "A nagy verseny") – Pamela Fryman (CBS) - Modern család (Epizód: "Zűrös évzáró") – Steven Levitan (ABC) - Modern család (Epizód: "Száguldó szomszéd") – Gail Mancuso (ABC)                                                                   | - Boardwalk Empire – Gengszterkorzó (Epizód: "Boardwalk Empire") – Martin Scorsese (HBO) - Boardwalk Empire – Gengszterkorzó (Epizód: "Anastasia") – Jeremy Podeswa (HBO) - Borgiák (Epizód: "A mérgezett kehely" / "Az orgyilkos") – Neil Jordan (Showtime) - Trónok harca (Epizód: "Közeleg a tél") – Tim Van Patten (HBO) - Gyilkosság (Epizód: "Búcsú") – Patty Jenkins (AMC) |
| Legjobb rendező (varietésorozat) | Legjobb rendező (minisorozat, antológiasorozat vagy tévéfilm) |
| - Saturday Night Live (Epizód: "Házigazda: Justin Timberlake") – Don Roy King (NBC) - American Idol (Epizód: "1024/1025A. rész") – Gregg Gelfand (Fox) - The Colbert Report (Epizód: "6112. rész") – James Hoskinson (Comedy Central) - The Daily Show with Jon Stewart (Epizód: "16048. rész") – Chuck O'Neil (Comedy Central) - Late Show with David Letterman (Epizód: "3333. rész") – Jerry Foley (CBS) | - Downton Abbey – Brian Percival (PBS) - Carlos – Olivier Assayas (Sundance Channel) - Cinéma vérité – Shari Springer Berman, Robert Pulcini (HBO) - Mildred Pierce – Todd Haynes (HBO) - Válság a Wall Streeten – Curtis Hanson (HBO) |

### Forgatókönyvírók
| Legjobb forgatókönyv (vígjátéksorozat) | Legjobb forgatókönyv (drámasorozat) |
| --- | --- |
| - Modern család (Epizód: "In flagranti") – Steven Levitan, Jeffrey Richman (ABC) - A stúdió (Epizód: "Reaganing") – Matt Hubbard (NBC) - Sikersorozat (Epizód: "Hetedik rész") – David Crane, Jeffrey Klarik (Showtime) - Louie (Epizód: "Poker/Divorce") – Louis C.K. (FX) - Office (Epizód: "Viszlát, Michael") – Greg Daniels (NBC) | - Friday night lights - Tiszta szívvel foci (Epizód: "Always") – Jason Katims (DirecTV) - Trónok harca (Epizód: "Baelor") – David Benioff, D. B. Weiss (HBO) - Gyilkosság (Epizód: "Búcsú") – Veena Sud (AMC) - Mad Men – Reklámőrültek (Epizód: "Ködösítés") – Andre Jacquemetton, Maria Jacquemetton (AMC) - Mad Men – Reklámőrültek (Epizód: "A bőrönd") – Matthew Weiner (AMC) |
| Legjobb forgatókönyv (varietésorozat) | Legjobb forgatókönyv (minisorozat vagy tévéfilm) |
| - The Daily Show with Jon Stewart (Comedy Central) - The Colbert Report (Comedy Central) - Conan (TBS) - Late Night with Jimmy Fallon (NBC) - Saturday Night Live (NBC) | - Downton Abbey – Julian Fellowes (PBS) - Mildred Pierce – Todd Haynes, Jonathan Raymond (HBO) - Sherlock: Rózsaszín tanulmány – Steven Moffat (PBS) - Válság a Wall Streeten – Peter Gould (HBO) - Ház az Eaton Place-en – Heidi Thomas (PBS) |

## Műsorvezetők
A gálán az alábbi műsorvezetők működtek közre:
- Jimmy Fallon
- Jimmy Kimmel
- Julianna Margulies
- Ricky Gervais
- Jane Lynch
- Will Arnett
- Zooey Deschanel
- Charlie Sheen
- Rob Lowe
- Sofía Vergara
- Kaley Cuoco
- David Spade
- Lea Michele
- Ian Somerhalder
- Scott Caan
- Anna Paquin
- Jon Cryer
- Ashton Kutcher
- Loretta Devine
- Paul McCrane
- Jason O'Mara
- Kerry Washington
- Bryan Cranston
- Katie Holmes
- Drew Barrymore
- Annie Ilonzeh
- Minka Kelly
- Rachael Taylor
- Kevin Connolly
- Kevin Dillon
- Jerry Ferrara
- Adrien Grenier
- Jeremy Piven
- Melissa McCarthy
- Amy Poehler
- John Shaffner
- David Boreanaz
- Anna Torv
- Claire Danes
- Hugh Laurie
- Don Cheadle
- Maria Bello
- William H. Macy
- Gwyneth Paltrow

## In Memoriam
A gála "in memoriam" szegmense az alábbi elhunyt személyekről emlékezett meg:
- Cliff Robertson
- Elizabeth Taylor
- Anne Francis
- James MacArthur
- Peter Falk
- Harold Gould
- Stanley Frazen
- James Arness
- Janet MacLachlan
- Madelyn Pugh Davis
- Steve Landesberg
- Blake Edwards
- Betty Garrett
- John Cossette
- Bill Erwin
- Barbara Billingsley
- Leslie Nielsen
- Tom Bosley
- Reza Badiyi
- Leonard Stern
- Ryan Dunn
- Denise Cramsey
- Frank Potenza
- Bob Banner
- Andy Whitfield
- Fred Steiner
- Jill Clayburgh
- John Dye
- Jack LaLanne
- Al Masini
- Sada Thompson
- Laura Ziskin
- Don Meredith
- Sherwood Schwartz
- Bubba Smith
- Stephen J. Cannell

## Fordítás
- Ez a szócikk részben vagy egészben  a(z)   63rd Primetime Emmy Awards című angol Wikipédia-szócikk fordításán alapul.  Az eredeti cikk szerkesztőit annak laptörténete sorolja fel. Ez a jelzés csupán a megfogalmazás eredetét és a szerzői jogokat jelzi, nem szolgál a cikkben szereplő információk forrásmegjelöléseként.